# 670
| 670                |
| ------------------ |
| Dødsfald - Fødsler |
|                    |

| Gregoriansk kalender | 670 DCLXX               |
| Ab urbe condita      | 1423                    |
| Armensk kalender     | 119 ԹՎ ՃԺԹ              |
| Kinesiske kalender   | 3366 – 3367 己巳 – 庚午 |
| Etiopisk kalender    | 662 – 663               |
| Jødisk kalender      | 4430 – 4431             |
| Hindukalendere       |                         |
| - Vikram Samvat      | 725 – 726               |
| - Shaka Samvat       | 592 – 593               |
| - Kali Yuga          | 3771 – 3772             |
| Iransk kalender      | 48 – 49                 |
| Islamisk kalender    | 50 – 51                 |

Se også 670 (tal)